# Grand Prix Formule 1 van Duitsland 1996
De Grand Prix Formule 1 van Duitsland 1996 werd gehouden op 28 juli 1996 op de Hockenheimring.

## Uitslag
| Positie | Nummer | Rijder                | Team               | Ronden | Tijd/Opgave         | Startplaats | Punten |
| ------- | ------ | --------------------- | ------------------ | ------ | ------------------- | ----------- | ------ |
| 1       | 5      | Damon Hill            | Williams-Renault   | 45     | 1:21:43.417         | 1           | 10     |
| 2       | 3      | Jean Alesi            | Benetton-Renault   | 45     | + 11.452            | 5           | 6      |
| 3       | 6      | Jacques Villeneuve    | Williams-Renault   | 45     | + 33.926            | 6           | 4      |
| 4       | 1      | Michael Schumacher    | Ferrari            | 45     | + 41.517            | 3           | 3      |
| 5       | 8      | David Coulthard       | McLaren-Mercedes   | 45     | + 42.196            | 7           | 2      |
| 6       | 11     | Rubens Barrichello    | Jordan-Peugeot     | 45     | + 102.099           | 9           | 1      |
| 7       | 9      | Olivier Panis         | Ligier-Mugen-Honda | 45     | + 103.912           | 12          |        |
| 8       | 15     | Heinz-Harald Frentzen | Sauber-Ford        | 44     | + 1 Ronde           | 13          |        |
| 9       | 19     | Mika Salo             | Tyrrell-Yamaha     | 44     | + 1 Ronde           | 15          |        |
| 10      | 12     | Martin Brundle        | Jordan-Peugeot     | 44     | + 1 Ronde           | 10          |        |
| 11      | 16     | Ricardo Rosset        | Arrows-Hart        | 44     | + 1 Ronde           | 19          |        |
| 12      | 20     | Pedro Lamy            | Minardi-Ford       | 43     | + 2 Rondes          | 18          |        |
| 13      | 4      | Gerhard Berger        | Benetton-Renault   | 42     | Motor               | 2           |        |
| DNF     | 2      | Eddie Irvine          | Ferrari            | 34     | Motor               | 8           |        |
| DNF     | 14     | Johnny Herbert        | Sauber-Ford        | 25     | Vibraties           | 14          |        |
| DNF     | 10     | Pedro Diniz           | Ligier-Mugen-Honda | 19     | Motor               | 11          |        |
| DNF     | 18     | Ukyo Katayama         | Tyrrell-Yamaha     | 19     | Spin                | 16          |        |
| DNF     | 7      | Mika Häkkinen         | McLaren-Mercedes   | 13     | Versnellingsbak     | 4           |        |
| DNF     | 17     | Jos Verstappen        | Arrows-Hart        | 0      | Botsing             | 17          |        |
| DNQ     | 21     | Giovanni Lavaggi      | Minardi-Ford       |        | Niet gekwalificeerd |             |        |

## Wetenswaardigheden
- Gerhard Berger reed op de eerste plaats toen hij vier ronden voor het einde met motorproblemen uitviel.
- Giovanni Lavaggi verving Giancarlo Fisichella bij Minardi.

## Statistieken
| Pole-position | Damon Hill | Williams-Renault | 1:43.912 |
| Snelste ronde | Damon Hill | Williams-Renault | 1:46.504 |

## Noot
- Dit was de 37ste podiumplaats voor Damon Hill, en hiermee ging hij voorbij aan zijn vader, Graham Hill.

1931 · 1932 · 1934 · 1935 · 1936 · 1937 · 1938 · 1939 · 1951 · 1952 · 1953 · 1954 · 1956 · 1957 · 1958 · 1959 · 1961 · 1962 · 1963 · 1964 · 1965 · 1966 · 1967 · 1968 · 1969 · 1970 · 1971 · 1972 · 1973 · 1974 · 1975 · 1976 · 1977 · 1978 · 1979 · 1980 · 1981 · 1982 · 1983 · 1984 · 1985 · 1986 · 1987 · 1988 · 1989 · 1990 · 1991 · 1992 · 1993 · 1994 · 1995 · 1996 · 1997 · 1998 · 1999 · 2000 · 2001 · 2002 · 2003 · 2004 · 2005 · 2006 · 2008 · 2009 · 2010 · 2011 · 2012 · 2013 · 2014 · 2016 · 2018 · 2019